# Finisterre (Finisterre)
Finisterre è un album dei Finisterre pubblicato nel 1994.

## Tracce
1. Aqua – 2:55
2. Asia – 5:11
3. Macinaaqua, Macinaluna – 8:50
4. ...Dal Caos... – 3:09
5. EYN – 15:11
6. Isis – 7:47
7. Cantoantico – 11:33
8. Phaedra – 7:01